# Дельталіт

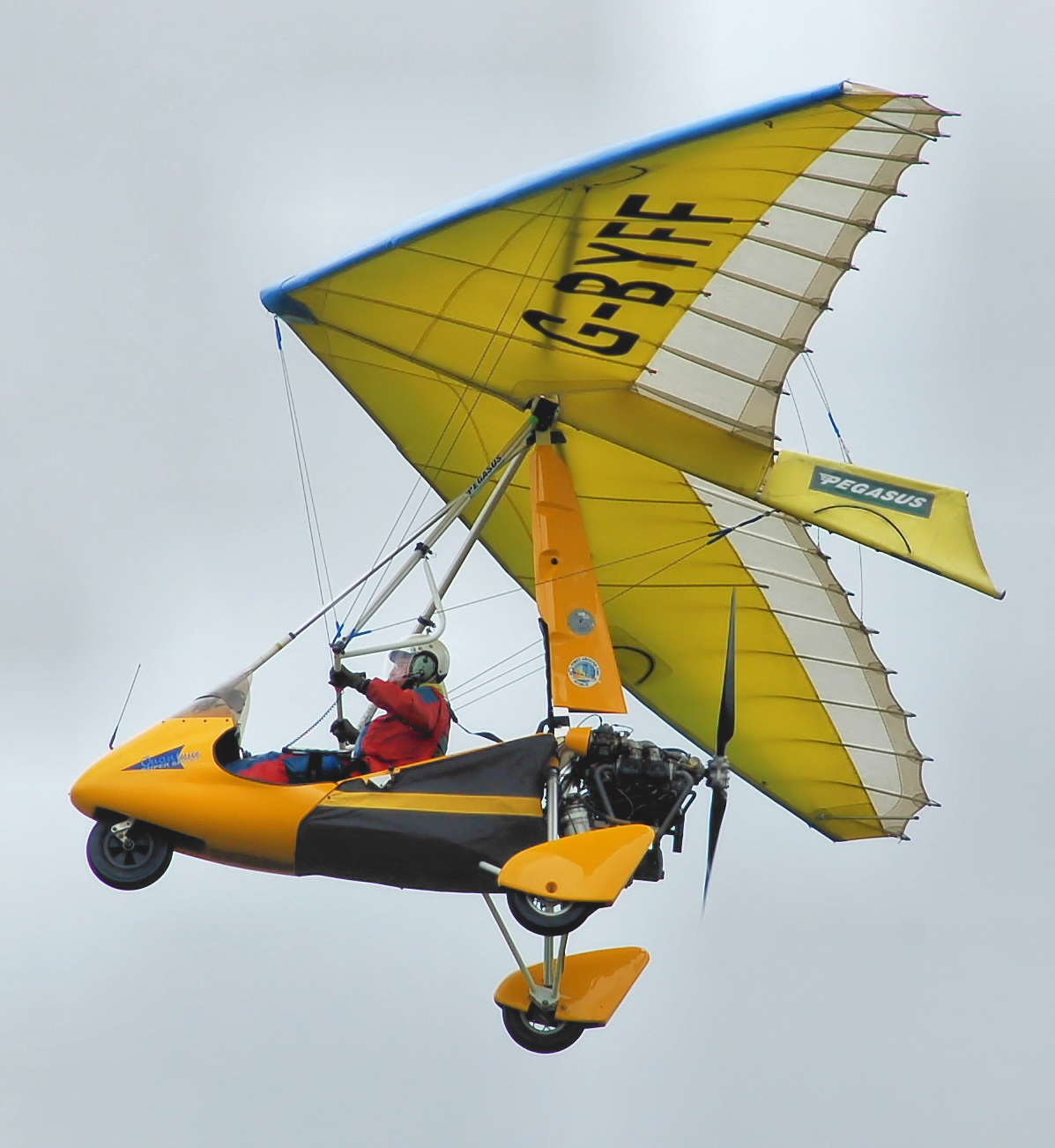
Дельталіт

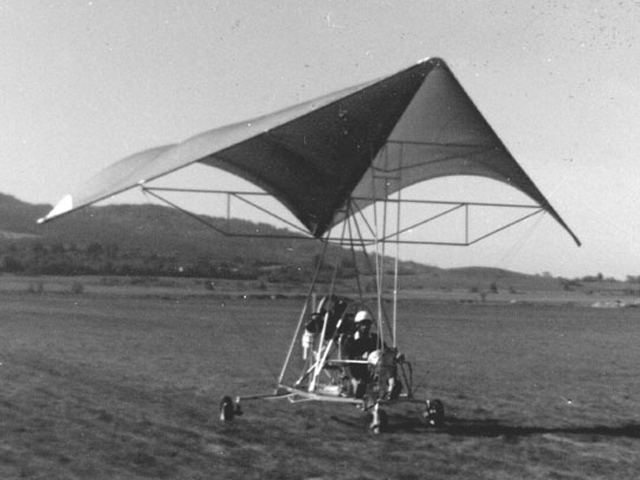

Дельталіт або мотодельтаплан — легкий моторний літальний апарат з гнучким дельтоподібним крилом і балансирним управлінням, оснащений шасі.

## Конструкція
Крило складається з силового алюмінієвого каркаса та обшивки з тканини. Каркас крила утримується сталевими розтяжками і за допомогою шарніру кріпиться до мотовізка. Обшивку виготовляють з каландрованої синтетичної тканини (типу дакрон з щільністю не менше 300 г/м²).
Мотовізок складається з несучого каркаса і шасі. На каркас кріпиться двигун з редуктором і повітряним гвинтом, приладове обладнання, паливний бак і місце для пілота і пасажира.